# NGC 3357
NGC 3357是一个位于狮子座的椭圆星系，1864年4月5日由德国天文学家阿爾伯特·馬爾夫发现。